# Ото Перес Молина
Ото Перес Молина (на испански: Otto Pérez Molina) е гватемалски офицер и политик от Патриотичната партия.

## Биография
Роден е на 1 декември 1950 г. в гр. Гватемала. От ранна възраст постъпва на служба в армията, където достига до поста началник на военното разузнаване. През 1996 г. представлява армията в преговорите, сложили край на продължителната Гватемалска гражданска война.
През 2000 г. напуска армията, а година по-късно основава консервативната Патриотична партия, обявяваща се за твърди действия срещу престъпността. През 2003 г. е избран за депутат, а през 2007 г. остава втори на президентските избори. На 6 ноември 2011 г. е избран за президент с 54% от гласовете, като трябва да встъпи в длъжност на 12 януари 2012 г.